# Ullrich Haupt (1915-1991)
Ullrich Haupt (Chicago, 22 de outubro de 1915 — Munique, 23 de novembro de 1991) foi um ator alemão nascido nos Estados Unidos. Seu pai foi um ator alemão que trabalhou em filmes de Hollywood, mas ele voltou para a Alemanha após a morte de seu pai em 1931.